# Libera Chat

Logo von Libera Chat

Libera Chat ist eine schwedische Non-Profit-Organisation für IRC-Chats. Libera Chat wird von Ehrenamtlichen betrieben und bot im Jahr 2023 ca. 25.000 IRC-Kanäle zu verschiedenen Themen rund um  Freie Software, wie Linux oder Programmiersprachen, aber auch anderes wie Anime. Seit dem Eigentümerwechsel von Freenode 2021 ist Libera Chat das größte IRC-Netzwerk. Viele Open-Source-Projekte wie zum Beispiel die Free Software Foundation, das GNU-Projekt oder Wikimedia wechselten mit ihren Kanälen von Freenode auf das Libera-Chat-Netzwerk.

## Verbindung
Libera Chat ist unter verschiedenen Adressen für Europa, USA, Australien und Ostasien mit einem IRC-Client verfügbar. 
| Name                                                  | IRC-Adresse          |
| ----------------------------------------------------- | -------------------- |
| Default (Standard)                                    | irc.libera.chat      |
| Europe (Europa)                                       | irc.eu.libera.chat   |
| US & Canada (USA und Kananda)                         | irc.us.libera.chat   |
| Australia and New Zealand (Australien und Neuseeland) | irc.au.libera.chat   |
| East Asia (Ostasien)                                  | irc.ea.libera.chat   |
| IPv4 only (nur IPv4)                                  | irc.ipv4.libera.chat |
| IPv6 only (nur IPv6)                                  | irc.ipv6.libera.chat |

Außerdem bietet es einen Web-Chat an, den man in jedem Webbrowser nutzen kann.